# Saint-Brais
Saint-Brais est une commune suisse du canton du Jura, située dans le district des Franches-Montagnes, s'étendant du plateau franc-montagnard aux rives du Doubs et comprenant plusieurs hameaux et fermes isolées. Village situé sur la route de Glovelier à Saignelégier. Deux éoliennes surplombent le village depuis 2009, les premières du canton du Jura. Situées en surplomb du village, non loin des maisons, elles sont sujettes à polémiques pour les nuisances qu'elles génèrent pour une partie de la population.

## Histoire

Vue aérienne (1955)

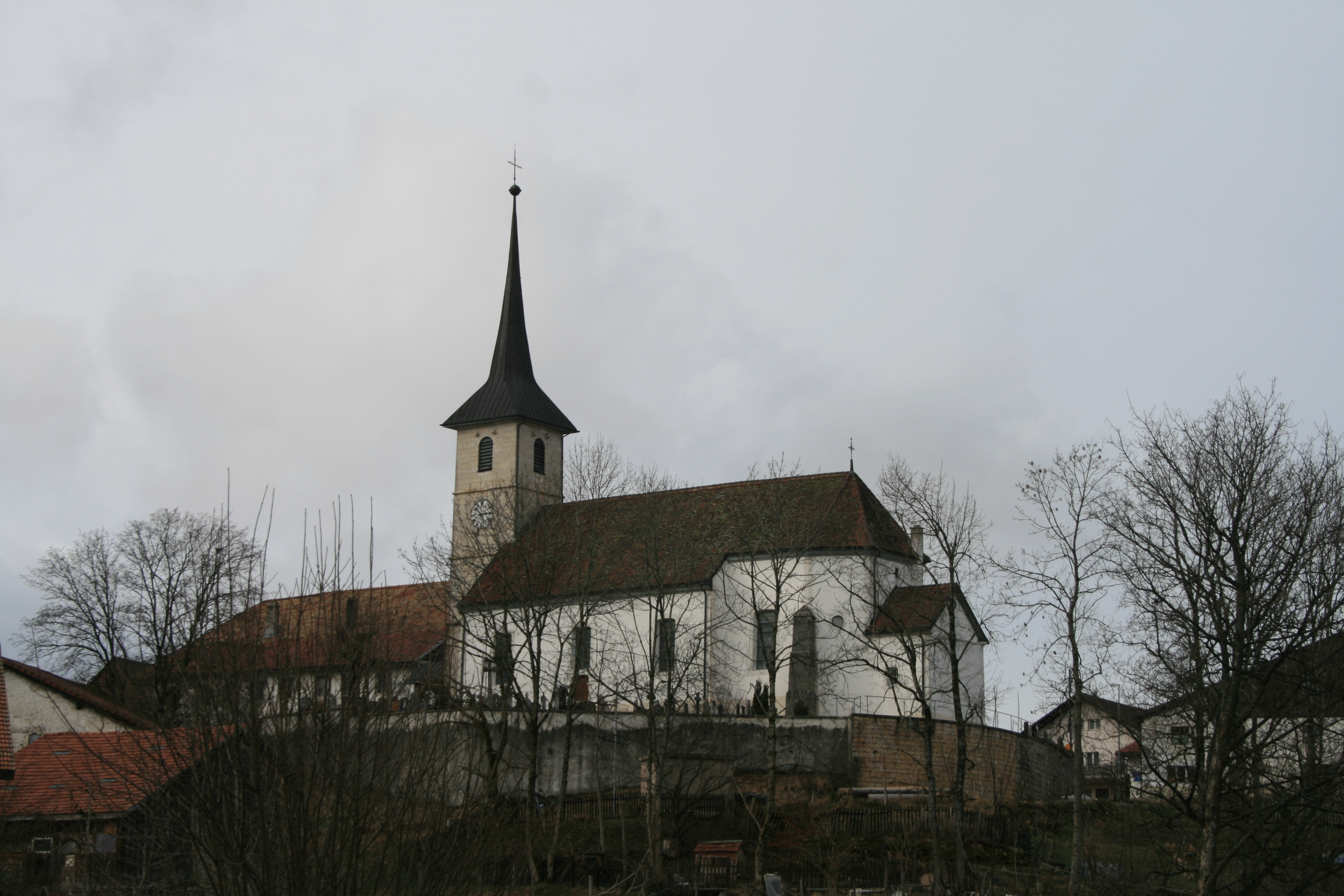
L'église de Saint-Brais.

Saint-Brais possède trois grottes situées à la jonction du plateau franc-montagnard et de l'extrémité occidentale de la vallée de Delémont (entre 950 et 1 000 m d'altitude). De 1935 aux années 1960, elles furent explorées par Frédéric-Edouard Koby. Il y fit diverses découvertes qui rendirent les lieux célèbres. En 1955, une incisive supérieure gauche d'un homme du Moustérien faisait de la grotte II le premier site suisse à livrer un reste humain néandertalien (vers 40000 à 35000 av. J.-C.). Elle constitue, avec le maxillaire de Cotencher, les deux seuls restes de cet hominidé retrouvés  en Suisse. Cette dent était accompagnée d'une abondante faune pléistocène, notamment des ours des cavernes. La grotte I a livré quelques silex taillés et outils en os attribués d'une part à la fin de l'époque glaciaire (vers 10000 av. J.-C.), d'autre part au Néolithique. Les trois grottes ont fourni un important ensemble de céramiques de la fin de l'âge du Bronze moyen et du début du Bronze final (1450-1200 av. J.-C.). En l'absence d'observations stratigraphiques plus fines, on ignore si plusieurs groupes humains se succédèrent par hasard en ces lieux ou si ces derniers servaient régulièrement d'abris lors d'expéditions en montagne d'une population établie dans la vallée de Delémont.
La commune de Saint-Brais est citée en 1275 comme dépendance du village de Planey, mentionné en 1139 parmi les possessions du chapitre de Saint-Ursanne. Planey, qui aurait été brûlé en 1637 par des soldats français, était situé à l'est du village actuel, lequel s'est développé autour de l'église paroissiale Saint-Brice, reconstruite en 1656 et 1765 et rénovée en 1965, avec un clocher-porche en pierre de taille. La paroisse comprend Montfavergier. Saint-Brais fit partie de la prévôté de Saint-Ursanne (évêché de Bâle) et, sous le régime français (1793-1813), des départements du Mont-Terrible puis du Haut-Rhin, avant d'être rattaché au canton de Berne de 1815 à 1978. Depuis le milieu du XIXe s., Saint-Brais est une commune mixte avec deux sections (Saint-Brais et Les Métairies). Devenu réserve naturelle, l'étang de Bollement fournissait autrefois la force hydraulique à un moulin et une scierie. Saint-Brais est resté agricole (73% des emplois en 2005),.
Le 26 novembre 1989, 73,9 % des citoyens de Saint-Brais disent oui à une initiative populaire demandant la suppression de l'armée suisse, faisant de Saint-Brais la commune suisse qui a accepté cet objet le plus nettement.

## Hameau de Bollement
Bollement a eu un passé très actif dans le domaine des moulins à eau. En tout il y aurait eu deux moulins, un à trois roues, un autre à deux roues. Mais en 1965, le moulin fut vendu à Berne, qui le brûla. Les seuls vestiges de ce passé sont une roue à aubes en fer, la seule qui n'a pas brûlé et une autre en bois qui avait été déplacée à Saint-Brais avant l'incendie. Cette dernière est aujourd'hui exposée dans une vitrine au milieu du village.
Avant de s'orthographier Bollement, le nom du hameau s'écrivait Bolleman (mentionné pour la première fois en 1482), du franc-comtois « bôlement » (éboulement). Deuxième étymologie possible, il semblerait que le Tabeillon (le ruisseau qui alimente l'étang) se soit appelé avant 1706 « Bolume » ou « Bolome » qui signifierait « en forme de bol » et que l'étang et le moulin en aient pris le nom.
À la fin du XIXe siècle, lorsque la ligne des CJ fut construite et qu'une halte y fut prévue (voir gare de Bollement), le nom devint Bollement selon l'Office fédéral de la topographie. Les deux orthographes sont toujours officielles bien que Bolleman ne soit plus utilisé.
L'étang de Bollement a été créé par la construction d'une digue sur le Tabeillon. L'étang, le Tabeillon et la forêt aux alentours forment la réserve naturelle de Bollement.